# 축의 시대
축의 시대(軸-時代, 독일어: Achsenzeit)는 독일 철학가 칼 야스퍼스(Karl Jaspers)가 고안한 표현으로 기원전 8세기부터 기원전 3세기까지를 일컬으며, 1949년 출간한 그의 저서 '역사의 기원과 목표'(Vom Ursprung und Ziel der Geschichte)에 처음 등장한다. 이 시기에 인도의 석가모니, 중국의 공자, 그리스의 소크라테스와 같은 여러 사상가가 등장하였다. 
야스퍼스는 이 시기에 새로운 사상과 철학이 중국, 그리스, 인도, 페르시아에서 직접적 문화교류 없이 발생했다고 주장하며, 이 시기에서 미래 철학자와 종교에 영향을 미친 핵심 사상가들과 그들 사이 공통적으로 떠오른 특징을 분류했다.
축의 시대를 거치면서 사람들의 관심은 신화에서 자연으로 옮아가게 되었고, 보편적 자연법칙을 탐구하려는 투쟁이 시작되었다. 이것이 학문의 시작이다. 또 다른 한편의 관심은 인간 자신에게로 옮아가 삶에 관한 보편적 법칙을 알아내려는 노력으로 이어졌다. 이렇듯 축의 시대를 통해 '자연과 도덕의 보편성'을 추구하기 시작했고, 그때부터 인간은 '이성'과 '인격'을 가진 존재로 탈바꿈했다. 야스퍼스는 이러한 변혁을 '정신화(Vergeistigung)'이라고 이름 붙였다. 인간이 비로소 정신적 존재로 변화되었다는 뜻이다.

## 같이 보기
- 고대철학